# Kościół Narodzenia Najświętszej Maryi Panny w Laskach Lubuskich
Kościół pw. Narodzenia Najświętszej Maryi Panny w Laskach Lubuskich – rzymskokatolicki kościół parafialny w Laskach Lubuskich, w powiecie słubickim, w województwie lubuskim.

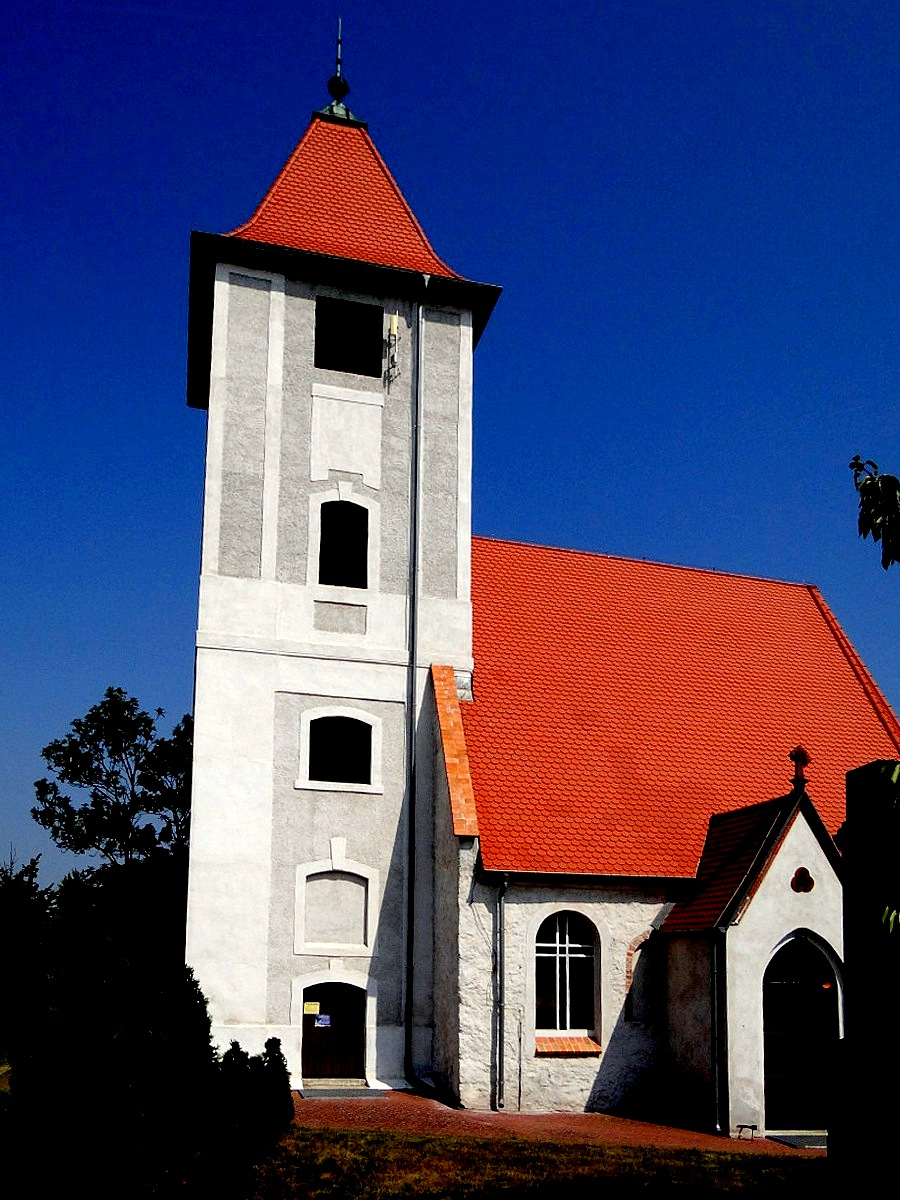
Kościół Narodzenia NMP

 Należy do dekanatu Rzepin w diecezji zielonogórsko-gorzowskiej.